# 小さないのちを守る会
小さないのちを守る会（英: Pro-Life Japan）は、1984年6月に設立された、福音主義、聖書信仰に立ったプロライフの非営利組織。

## 活動
1. 中絶防止活動。十戒の「殺してはならない」に基づいている。
2. 養子縁組の世話。血縁よりも愛情を大切にする神の家族を理想としている。
3. 中絶体験者に福音を伝えて、完全な救いを提供する。
4. 聖書に基づいた生命と性の啓蒙教育を行う。

## 沿革
辻岡健象牧師により設立。「今、日本では中絶によって胎児が殺されている。サマリヤ人となって助けるのはだれか」という神の迫りを感じたという。赤ちゃんあっせん事件で知られる母体保護法指定医師だった菊田昇医師らの国会での証言などを機に、1988年特別養子制度が成立。山形支部会長は川崎廣。

### 年表
- 1985年 - 小さないのちを守る会設立。雑誌「女性自身」「婦人公論」で紹介される。
- 1987年 - 特別養子制度が国会で全会一致で可決。
- 1991年 - 第2回国際生命尊重会議が上智大学で開催、「胎児の人権宣言」が宣言される。菊田晃医師が世界生命賞を受賞。
- 2018年 - 香港マーチ・フォー・ライフに参加。法改正に伴い養子縁組あっせん事業終了[2]。